# Learn The Risk
Learn The Risk est un organisme à but non lucratif fondé en 2015 par Brandy Vaughan et pronant la liberté vaccinale. Brandy Vaughan commença sa carrière en tant que rédactrice professionnelle, rédactrice et consultante en marketing.

## Description
L'organisation est connue pour ses campagnes d'affichage affirmant que les vaccins sont responsables d'un grand nombre de décès de jeunes enfants par les vaccins,,,.
Avec un budget annuel inférieur à 100 000$ selon les déclarations fiscales, Learn The Risk se situe immédiatement après les grands groupes anti-vaccination tels que Informed Consent Action Network et Children's Health Defense. L'organisation a obtenu un financement du programme Amazon Prime, qui a permis aux consommateurs de faire don d'une petite partie de leur achat à l'association caritative de leur choix. Le programme a aidé à financer plusieurs groupes similaires jusqu'à ce qu'Amazon décide d'exclure les militants anti-vaccin du programme, au printemps 2019,.

## Histoire
Ayant passé huit ans en Europe, notamment donnant naissance à son fils à Amsterdam, Brandy Vaughan put y constater que les systèmes de santé y différaient profondément de ceux de son pays natal.
Learn The Risk a été fondée en 2015 par Brandy Vaughan, en tant que branche d'une organisation qu'elle a également fondée, le Council for Vaccine Safety. Vaughan a dirigé les deux groupes en tant que directrice générale. Elle se décrit comme une ancienne employée d'une société pharmaceutique  Merck et une militante pour la santé naturelle,,.
À l'automne 2018, l'organisation a acheté de l'espace sur plus de 30 panneaux d'affichage en Virginie-Occidentale,  New York, Missouri et dans d'autres États, suscitant les inquiétudes des professionnels de la santé. que les parents peuvent retarder ou ignorer la vaccination de leurs enfants. Le message utilisé sur les panneaux d'affichage affirmait que les vaccins tuaient des enfants, décrivant des cas spécifiques même s'il y avait peu de preuves à l'appui des allégations.
La mort de sa présidente et fondatrice, Brandy Vaughan, en décembre 2020, n'a pas donné lieu à une nouvelle nomination. Sa mort, qualifiée de suspecte, a entrainé de nombreuses théories spéculatives à son sujet.

## Source de traduction
- (en) Cet article est partiellement ou en totalité issu de l’article de Wikipédia en anglais intitulé « Learn The Risk » (voir la liste des auteurs).